# إيما آموس (ممثلة)
إيما آموس (بالإنجليزية: Emma Amos)‏ هي ممثلة بريطانية، ولدت في 18 أغسطس 1967 في Newcastle-under-Lyme ‏ في المملكة المتحدة.

## وصلات خارجية
- إيما آموس على موقع IMDb (الإنجليزية)
- إيما آموس على موقع ألو سيني (الفرنسية)
- إيما آموس على موقع أول موفي (الإنجليزية)
- إيما آموس على موقع قاعدة بيانات الفيلم (الإنجليزية)
- إيما آموس على موقع كينوبويسك (الروسية)